# 德協
德協，是臺灣屏東縣長治鄉的一個傳統地域名稱，位於該鄉西北部。相較於今日行政區，其範圍大致包括德和村不含北部邊界地帶中央大段、繁榮村西部不含其西北端及南端、德協村不含東南端、德成村西大半部、復興村西北半部、崙上村不含西南部中央一小段、新潭村北部中央凸出部分的東北側、德榮村不含西南端，以及屏東市的海豐里東部、仁義里東北部邊界地帶南半段。
本地區境內主要聚落為竹葉（德協）、山豬門（莿桐腳）、份仔（粉仔）、崙上、下屋（下厝），設有長治國中、德協國小。

## 歷史
台灣日治初期，德協地區為一街庄，稱為「德協庄」（舊制街庄），隸屬於港西中里。該庄昔日西邊北段及北邊西段與彭厝庄為鄰，北邊東段與新圍庄為鄰，東及東南與番仔藔庄為鄰，南邊及西南邊為火燒庄，西邊南段為海豐庄。
1901年（日治明治三十四年）11月11日，全台廢縣廳改設二十廳，該庄隸屬於阿猴廳。1904年（明治三十七年）4月15日，該庄編入「麟洛區」，隸屬於阿猴廳。1905年（明治三十八年）4月1日，阿猴廳改稱「阿緱廳」。1909年（明治四十二年）10月25日，全台合併二十廳為十二廳，麟洛區仍隸屬於阿緱廳。1920年（大正九年）10月1日，全台地方制度大改正，廢十二廳改設五州二廳，該庄改制為「德協」大字，隸屬於高雄州屏東郡長興庄（新制街庄）。
戰後長興庄改制為長興鄉，隸屬於高雄縣，大字亦改制為村。1946年（民國35年）4月，長興鄉劃入省轄屏東市，改制並改名為長治區，村亦改制為里。1950年（民國39年）10月1日，高、屏分治，長治區改制為長治鄉，並改隸屬於屏東縣，里亦改制為村。1951年（民國40年）4月，長治鄉拆分出麟洛鄉，本地區仍隸屬於長治鄉。

## 聚落
本地區發展較早的聚落為
竹葉林（今德協、德成兩村）
山豬門（古名莿桐腳，現名新民庒）
粉仔、景興（今份仔）
崙上、下屋（今下厝）
煙墩腳(因鄰近清朝下淡水都司署，曾設有軍事用狼煙台(煙墩)而得名)
芎蕉腳（已消失）
溪埔藔（今圳寮）
在日治初期的官方地圖上已有記載。

## 交通
國道3號又稱「福爾摩沙高速公路」，是貫穿台灣西部的兩條縱向高速公路之一，經過本地區中部並設有平面側車道（縣道187丙線），而且在本地區西北部的省道台27線交會處設有單向進出的屏東交流道（南出北入）。南側最近的雙向進出交流道為東部偏南邊界外緣省道台24線交會處的長治交流道。由此等可快速前往國道3號沿線各地。
省道台24線是屏東至阿禮的幹道，經過本地區南部的崙上、德協等聚落。由該道路西行可前往屏東市，並止於頭前溪地區的省道台3線轉角路口；東行可前往鹽埔鄉東南部、內埔鄉東北端、三地門鄉、霧台鄉等地。
省道台27線是荖濃至烏龍的幹道，經過本地區西北端。由該道路北行可前往九如鄉東端、鹽埔鄉、高樹鄉、高雄市六龜區等地；南行可前往九如鄉東南部凸出部分的南端、屏東市、萬丹鄉、新園鄉等地。
縣道187丙線是過田至大埔的道路，在本地區路段為國道3號的平面側車道，經過本地區中部。由該道路西北行可前往九如鄉東南部凸出部分、鹽埔鄉西南端、九如鄉後庄地區，並止於省道台3線路口；東南行可前往麟洛鄉東北端、內埔鄉，並止於老埤地區的縣道187號路口。
鄉道屏17線是鐵店至圳寮的道路，其南側端點（終點）位於本地區西部邊界地帶的省道台27線路口。
鄉道屏19線是仕絨至德協的道路，其南側端點（終點）位於本地區東南部、德協聚落西側的省道台24線路口。
鄉道屏26線是下冷水坑至黎明的道路，經過本地區北部。
鄉道屏34線是和興至崙上的道路，其南側端點（終點）位於本地區南部的省道台24線路口，由此向西北蜿蜒而行，會經過本地區的崙上聚落北郊。
鄉道屏41線是崙上至廣安的道路，其北側端點（起點）位於本地區西南部、崙上聚落的省道台24線路口。

## 學校
- 長治國中
- 德協國小

## 公務機關
- 屏東縣政府警察局屏東分局德協派出所
- 屏東縣政府消防局特搜大隊